# Santisteban del Puerto (kommunhuvudort)
Santisteban del Puerto är en kommunhuvudort i Spanien.   Den ligger i provinsen Provincia de Jaén och regionen Andalusien, i den centrala delen av landet, 240 km söder om huvudstaden Madrid. Santisteban del Puerto ligger 707 meter över havet och antalet invånare är 4 756.
Terrängen runt Santisteban del Puerto är huvudsakligen kuperad, men åt nordost är den platt. Runt Santisteban del Puerto är det ganska glesbefolkat, med 39 invånare per kvadratkilometer. Närmaste större samhälle är Villacarrillo, 18,2 km sydost om Santisteban del Puerto. Trakten runt Santisteban del Puerto består till största delen av jordbruksmark.